# 魔法少女まどか☆マギカの関連作品
魔法少女まどか☆マギカの関連作品では、テレビアニメ『魔法少女まどか☆マギカ』を原作・原案とした漫画・小説・ゲーム・映画などの関連作品について述べる。
関連作品としてはテレビアニメ本編の内容を再現したコミカライズ、ノベライズ作品のほか、外伝作品も作られた。一連のシリーズ作品はテレビアニメ版に軸を置いており、外伝漫画はそこからの派生作品という位置づけとなっている。なおテレビアニメ版が全話の脚本を担当した虚淵玄の作風を活かす方向で作られているのに対し、虚淵自身は自分の作品を元に派生作品を作ったり、キャラクター主導で膨らませたりすることは不得手であるとして、外伝漫画『おりこ☆マギカ』『かずみ☆マギカ』についてはあまり要望を出さずに自由に任せる方針をとった。映画版の新作部分についてもその内容を発想することができたのは奇跡的なことであり、監督の新房昭之やキャラクター原案の蒼樹うめの助力あってのこととしている。

## 漫画
芳文社（まんがタイムKRコミックス）より、本編のコミカライズ版と外伝が順次発表されている。テレビアニメの人気と共に販売部数を伸ばし、2011年2月〜5月で本編・外伝を合わせたシリーズ累計で160万部以上を売り上げている。その後はアンソロジーコミックや専門誌、各種外伝作品の刊行が行われている。
魔法少女まどか☆マギカ
テレビアニメ本編の脚本をハノカゲによる作画で漫画化した作品。全3巻。2021年11月・12月には上下巻に再編集し加筆修正を行った新装版が発行された。
魔法少女まどか☆マギカ 〜The different story〜
巴マミを主役に据えたハノカゲによるスピンオフ作品。全3巻。
劇場版 魔法少女まどか☆マギカ [新編] 叛逆の物語
劇場版新作の脚本をハノカゲによる作画で漫画化した作品。全3巻。
魔法少女まどか☆マギカ [魔獣編]
ハノカゲによる、テレビアニメ最終話（映画後編）で一部描かれた、まどかによって改変された世界で魔獣と戦う魔法少女たちを描いたスピンオフ作品。『まんがタイムきらら☆マギカ』第20号より第28号まで連載された。単行本は全3巻。
魔法少女おりこ☆マギカ
本編とは別の魔法少女、美国織莉子を中心に据えたムラ黒江による外伝漫画。全2巻。
本編刊行後に『まんがタイムきらら☆マギカ』で番外編が連載され、それを収録した別編が全1巻刊行されたほか、同誌第10号より第30号まで『[新約] 魔法少女おりこ☆マギカ〜sadness prayer〜』が連載された（単行本は全4巻）。
魔法少女かずみ☆マギカ 〜The innocent malice〜
あすなろ市という本編とは別の街を舞台とした外伝作品。原作を平松正樹、作画を天杉貴志が担当する。『まんがタイムきららフォワード』2011年3月号から2013年1月号において連載され、単行本は全5巻。
魔法少女たると☆マギカ The Legend of "Jeanne d'Arc"
枡狐と蛙空による、ジャンヌ・ダルクが魔法少女だったという設定の元に描かれる外伝作品。『まんがタイムきらら☆マギカ』第10号より第30号まで連載された。単行本は全5巻。
魔法少女すずね☆マギカ
魔法少女の暗殺者・天乃鈴音と彼女に狙われる4人の魔法少女を中心とした、GANによる外伝作品。第1巻を描き下ろしで刊行した後、その続きを『まんがタイムきららフォワード』2014年1月号から2015年1月号まで連載された。単行本は全3巻。
マギアレコード 魔法少女まどか☆マギカ外伝
後述のゲームアプリを原作とした、神浜市を舞台に主人公環いろはやまどかたちを描いた、富士フジノによる外伝作品。『まんがタイムきららフォワード』2018年10月号より連載。これとは別にまどかたちの視点から描いた「アナザーストーリー」がU35による作画で芳文社運営のウェブコミック配信サイト『COMIC FUZ』にて連載されている。

## ノベライズ
一肇による、テレビアニメ版本編のノベライズ作品『小説版 魔法少女まどか☆マギカ』が、2011年8月にNitroplus Books（ニトロプラス）より発売され、後にイラストを改めた新装版が2012年5月にまんがタイムKRノベルス（芳文社）より刊行、2013年10月には星海社文庫（星海社）が刊行されている。
テレビアニメ版のシリーズ構成・脚本を担当した虚淵玄による監修の元、テレビアニメ本編に沿った内容を、まどかの視点で描いたものとなっており、まどかが劇中で考え、悩み、結末に至るまでの心理や、彼女の価値観などが描写されている。基本的にまどかの一人称小説の体裁となっているが、ほむらの回想が描かれたテレビアニメ第10話に該当するエピソードと、エピローグ部分の内容のみ、ほむらの視点で描かれている。テレビアニメ版においてまどかが居合わせなかった場面や、まどかが聞いていなかったはずの台詞は、実際に居合わせたことに変更されたり、キュゥべえによるテレパシーを介して伝わったりする設定に改められた。

### Nitroplus Books版
Nitroplus Books版はニトロプラスより、2011年8月14日に上下巻全2冊が発売された。イラストはゆーぽんが担当した。流通形態としては書籍ではなくグッズ扱いとなっており、一般書店では販売されず、アニメショップや通信販売を通して販売された。このためISBNは振られていない。上下巻2冊セットの初回限定版には特典小冊子が付属するほか、初回限定版の内容にグッズを加えた特別版が2011年8月12日のコミックマーケット80で先行販売された。
- 『小説版 魔法少女まどか☆マギカ 初回限定版』 2011年8月14日発売[6]
- 『小説版 魔法少女まどか☆マギカ 上』 2011年12月16日発売[11]
- 『小説版 魔法少女まどか☆マギカ 下』 2011年12月16日発売[12]

### まんがタイムKRノベルス版
まんがタイムKRノベルス版は芳文社より、2012年5月9日に全1冊が発売された。Nitroplus Booksから出版されたものを装いを改め、誤字・誤用表現を修正し1冊にまとめ直した再編集版として発行され、イラストは、表紙と口絵を蒼樹うめ、本文イラストを谷口淳一郎（原画）・シャフト（仕上）が担当している。
- 『小説 魔法少女まどか☆マギカ』 2012年5月10日初版発行（5月9日発売[13]）、ISBN 978-4-8322-0258-0

### 星海社文庫版
星海社文庫版は星海社より、2013年10月17日に上下巻全2冊で刊行された。芳文社版に加筆・修正を加え、分冊構成をNitroplus Books版と同様にした。挿絵は芳文社版ではモノクロで掲載された谷口淳一郎による原画をもとに、彩色を行いカラー化されている。
- 『魔法少女まどか☆マギカ（上）』 2013年10月17日初版発行（同日発売[14]）、ISBN 978-4-06-138956-4
- 『魔法少女まどか☆マギカ（下）』 2013年10月17日初版発行（同日発売[15]）、ISBN 978-4-06-138957-1

### 読み切り小説
Nitroplus Books版の発売に先駆けて刊行された『メガミマガジン』2011年4月号には、単行本の発売が決定したことの告知と共に、一肇作、ゆーぽんイラストによる全2ページの読み切りショートショートも掲載された。共に体育館の倉庫に閉じ込められてしまったさやか、仁美、ほむら、杏子、キュゥべえとのやり取りを描く、ノベライズ版本編とは趣向を異にしたコメディ作品となっており、ノベライズ版本編と同様にまどかの一人称の体裁で描かれている。

### スピンオフ小説
非-魔法少女（ナル - まほうしょうじょ）
後述の『魔法少女まどか☆マギカ 10th Anniversary Book』に掲載された草野原々による描き下ろしスピンオフ小説。挿絵は春花あやによる。
ある時のケガがきっかけとなって自分には脳が無いことを知った24歳の霧羽こさねと、10年ぶりにこさねの前に現れたキュゥべえが、産まれてこなかったこさねの双子の妹えるなが残した手紙を元に時間を巡る鉄道に乗って、認知革命の謎や数十万年後の人類の進化などを追う物語となっている。

## ゲーム

### コンピュータゲーム

#### モバイルゲーム
魔法少女まどか☆マギカ（Mobage）
DeNAのソーシャルゲームサービス「Mobage」で2011年9月20日より携帯電話（フィーチャーフォン）向けに、同年10月にはスマートフォン向けにカード育成ゲームとして本作品のソーシャルゲームが提供開始された。運営会社はアニプレックス。
後述の「魔法少女まどか☆マギカPlus」配信に伴い、2012年11月19日をもってサービス終了。
※オリジナルキャラクター：エリーゼ、クレア、ひより、こまち
魔法少女まどか☆マギカPlus
Mobageにて2012年12月29日より提供開始されているソーシャルゲーム。2013年10月29日よりGREE、2013年11月20日よりdゲームでもリリースされた。運営会社はデジターボ・ネクストリー。
2015年12月25日限りでサービス終了した。
マミのドキドキ ティロ・フィナーレ
2011年10月14日よりスマートフォン用の無料アプリとして配信開始された。『まどか☆マギカポータブル』の発売決定を記念しての配信ということで、ユーザーの獲得した得点によって同作の情報が解禁された。
魔法少女まどか☆マギカ TPS
フロンティアワークスより配信されている、ほむらやマミ、さやかや杏子を主人公にしたサードパーソン・シューティングゲーム。キャラクターによって以下のタイトルに分かれている。
- 「FEATURING 暁美ほむら」2011年12月16日Android版配信開始、2012年8月9日iOS版配信開始
- 「FEATURING 巴マミ」2012年8月9日Android版配信開始、2012年11月iOS版配信開始
- 「FEATURING 美樹さやか&佐倉杏子」2012年10月Android版配信開始

魔法少女まどか☆マギカiP
2012年1月20日、スマートフォン用アプリ「魔法少女まどか☆マギカiP」と「魔法少女まどか☆マギカiP for Android」が配信開始。鹿目まどかとコミュニケーションがとれる。2012年4月30日、配信終了。
魔法少女まどか☆マギカ(携帯Flashゲーム)
2012年2月27日より有料配信。主要キャラクター5人のFlashゲームが用意されている。配信元はモバイルアニメイト、ゲーマーズモバイル、アニロコ。

魔法少女まどか☆マギカ パズル オブ メモリーズ
2013年3月29日にアニプレックスから配信されているiPhone用パズルゲーム。
魔法少女まどか☆マギカ マジカルコイン
2014年7月18日にネオスとメディア・マジックから配信されているAndroid用コイン落としゲーム。iPhone用は2014年9月1日から配信。
劇場版 魔法少女まどか☆マギカ [前編]始まりの物語 / [後編]永遠の物語
中国の映像配信会社嗶哩嗶哩とニトロプラス、モブキャストの共同開発によるスマートフォン用アプリ。嗶哩嗶哩が中国で独占配信の2D横スクロールアクション。中国語版だけが配信されているが、原作の声優陣による日本語音声を実装している。2016年12月22日iOS版配信開始、2016年12月28日Android版配信開始。
マギアレコード 魔法少女まどか☆マギカ外伝
アニプレックスとf4samuraiの共同開発で2017年8月22日から2024年7月31日までサービスが行われたiOS/Android向けゲーム。新興都市・神浜市を舞台に原作の魔法少女と新たな魔法少女たちが物語を展開し、新たな魔法少女は蒼樹うめが新規にデザインを担当するほか、魔女の原案を劇団イヌカレー、オープニングアニメーションと魔法少女変身ムービーの制作をシャフトがそれぞれ担当、主要キャラ一部の声と主題歌をTrySailが担当している。2018年には漫画版や後述の舞台版も展開されている。2020年1月よりテレビアニメ版が放送されている。
魔法少女まどか☆マギカ Magia Exedra
2025年3月27日にiOS、Androidで配信が開始されたゲームアプリ。Steam版は7月17日配信開始。開発・運営はポケラボが行い、共同開発としてf4samuraiが参加する。

#### コンシューマーゲーム
魔法少女まどか☆マギカ ポータブル
2012年3月15日発売。バンダイナムコゲームスとニトロプラスの共同開発によるPlayStation Portable用のアドベンチャー・ダンジョンRPG。シナリオは虚淵玄が監修しており、巴マミや佐倉杏子が魔女化する展開も用意されている。
劇場版 魔法少女まどか☆マギカ The Battle Pentagram
2013年12月にバンダイナムコゲームスから発売されたPlayStation Vita用3Dアクションゲーム。

#### パソコンゲーム
魔法少女まどか☆マギカ オンライン
2011年11月25日に「魔法少女まどか☆マギカ シークレットプロジェクト」というウェブサイトを開設し新展開を予告、同年12月21日にストラテジーアンドパートナーズによるブラウザゲームを2012年に開始すると発表し、2012年9月4日に正式サービスが開始された。2015年5月28日16:00にサービス終了。

#### アーケードゲーム
劇場版 魔法少女まどか☆マギカMAGICARD BATTLE
2014年7月31日に稼動したセガによるトレーディングカードアーケードゲーム。2015年9月4日に終了。

#### 他作品とのコラボレーション
- シーアンドシーメディア
  - オンラインゲーム『Tartaros-タルタロス-』の1周年を記念して[32]2011年2月15日からの期間限定でタイアップを行い、キャラクターの頭の上に載せることができるキュゥべえのアクセサリーや主要登場人物のなりきりコスチュームの配布、および本作品の内容に関連したクエストを行った[33]。ゲーム上におけるキュゥべえの効果は、装備することによって当初はキャラクターの能力が向上するが、その後テレビアニメ本編でその本性が明らかになってく展開に合わせてメッセージが届き、その効果が下がったりマイナスになったりしていくというものに設定されていた[34]。なお、佐倉杏子の衣装は実装されなかった。
- バンダイナムコゲームス
  - 『GOD EATER BURST』で2011年7月6日から配信している「追加データパックVer.1.5」でコラボミッション「ソウルメイト」をこなすと報酬で得られる衣装に魔法少女まどか☆マギカとのコラボレーションが採用されている[35]。
  - 2012年5月16日に発売した『俺の妹がこんなに可愛いわけがない ポータブルが続くわけがない』に収録されているミニゲーム「着せ替えブロック崩し」が本作品とのコラボレーションとなっており、『俺の妹』に登場するヒロインたちが本作品の登場キャラクターのコスプレをしている[36]。
  - 2012年11月1日に発売する『テイルズ オブ エクシリア2』でも本作品とのコラボレーションが行われ、本作品のキャラクターの衣装やキュゥべえのアタッチメントがダウンロードコンテンツとして販売される[37]。
- ガンホー・オンライン・エンターテイメント
  - オンラインゲーム『トイ・ウォーズ』で行っている他作品とのコラボレーション企画の一環として、2011年8月8日より本作品の登場人物をモチーフにしたアバターが販売されている[38][39]。ただし、美樹さやかの衣装は実装されない。
  - オンラインゲーム『エミル・クロニクル・オンライン』とのコラボレーションを発表。ゲーム内イベントで入手出来る見滝原中学校制服などを実装。また、ゲーム内での魔法少女の衣装・キュゥべえなどが出るくじを2011年9月22日-12月26日まで発売。2011年8月26日より全国のゲーマーズで先行販売された[40]。
  - iOS/Android端末向けパネルRPG『ディバインゲート』で2014年8月22日から9月16日まで「鹿目まどか」「暁美ほむら」「佐倉杏子」「美樹さやか」「巴マミ」「アルティメットまどか」さらに「ディバインゲート」の人気ユニット「ウィンドピア」が「魔法少女・雲土ぴあ」となって登場などの登場するコラボスクラッチや、「薔薇園の魔女」「人魚の魔女」「鳥かごの魔女」など、原作に登場した恐ろしい魔女たちがボスとして待ち受けるコラボクエストが登場する[41]。また「お菓子の魔女」がゲリラボスとして、コラボクエスト内の「！」「？」から一定確率で出現する[41]。
  - アクションパズルRPG『ケリ姫スイーツ』にて2014年11月7日〜11月21日の期間中、コラボステージ”魔女の宴”や、2つのコラボスロットが登場した[42]。
  - iOS/Android用多人数ベルトスクロールアクションRPG『レジェンド オブ キングダム〜王国騎士団の絆〜』とのコラボで、コラボクエストとスペシャルガチャが2015年11月30日〜12月14日まで、コラボアリーナバトルが2015年12月7日〜12月13日まで行われた[43]。
  - 戦略ボードRPG『サモンズボード』とのコラボレーションが2016年8月23日から9月20日にかけて開催された[44]。
- ジークレスト
  - オンラインゲーム『アットゲームズ』でタイアップを行うことを発表[45]。セルフィ（動くアバター）のガチャを販売したり、魔女を退治したりするなどのイベントを行った。また、最終話に登場するアルティメットまどかの衣装も販売された。
- ネクソン
  - 2011年9月27日、同社のオンラインゲーム『テイルズウィーバー』でタイアップイベントを行うことを発表。9月28日から10月26日まで各種イベントや宝箱より各種装備・変身マントなどのタイアップアイテムが入手可能[46]。
  - オンラインゲーム『レジェンド オブ エッダ』にて2011年9月28日から2013年11月16日までタイアップアイテムを販売[47]
  - 『メイプルストーリー』にて2011年10月26日から11月30日までタイアップイベントを行うことを発表した[48]。
- BIGLOBE
  - スマートフォン向けカードコレクションゲーム『嫁コレ』に魔法少女まどか☆マギカを追加した。主要5人に加え、キュゥべえの録り下ろしボイスが聴ける。2011年12月27日に第1弾となる“鹿目まどか”が配信になり[49]、最後のキャラクター“暁美ほむら”が追加された。2012年3月6日より魔法少女たちがそろい踏みしたのを記念し初のゲームイベントも実施された[50]。「嫁コレ」内にて提供する「グリーフシード獲得ゲーム」に参加し、まどかを操りグリーフシードを得て美樹さやかの「ソウルジェム」を浄化するというもので、16日にイベントが終了するまでに目標達成した参加者全員には“美樹さやか”の特典カードをプレゼント、ハイスコア獲得者にはさらにもう1枚の特典が授与される。その後も度々イベントを行っている。
- NHN Japan
  - ハンゲームで提供しているオンラインRPG『チョコットランド』にて、2012年4月12日から5月10日までの期間限定で、本作品とのタイアップイベントを実施、アニメに登場する関連アイテムの販売、アニメをモチーフとした限定クエストの配信を行っている[51]。
  - ハンゲームにて同社が提供しているブラウザゲーム『Toy PLANET』にて討伐イベントやまどかたちのマキナといったコラボレーションを行った[52]。
- ゲームポット
  - オンラインゲーム『トキメキファンタジー ラテール』でコラボレーション第1弾が2012年11月14日〜12月5日まで[53]、第2弾が2013年1月9日〜2月6日まで[54]行われた。
  - オンラインゲーム『スカッとゴルフ パンヤ』でも2013年1月10日から2月28日までの期間中に登場人物の衣装やマスコット、ボイスクラブセット、アバターなどが用意され、お菓子の魔女を倒すコラボレーションイベントも開催された[55]。12月にも再実施され、佐倉杏子の制服、百江なぎさの衣装、暁美ほむらではメガネと三つ編みの髪型およびリボン付き髪型に加え、悪魔ほむらの衣装が追加された。
  - オンラインゲーム『Paperman』で2013年1月16日から2月13日にかけ第1弾の[56]、2013年1月30日から2013年2月13日にかけ第2弾のコラボレーションが催され[57]、2013年11月20日から12月18日にかけて再度コラボレーションを行った[58]。
  - Mobageで提供中の『狩りとも』において2012年7月13日から8月31日の期間中に魔法少女まどかマギカガチャでユニットが用意された[59]。
  - iOSおよびAndroid端末向けアプリ『狩りともSP』でも2013年7月25日から8月15日の間に第1弾の、同年8月15日から9月10日までの間に第2弾の、各キャラクターのガチャユニットが登場し、7月26日よりコラボイベントも実施された[60]。
- ベクター
  - オンラインゲーム『晴空物語』の1周年を記念してコラボレーションを実施した[61]。第1弾に2012年11月20日より12月4日までの間巴マミのアバターアイテムが入手でき、第2弾に12月4日から12月18日まで美樹さやか、第3弾に12月11日から12月25日まで佐倉杏子、第4弾に12月18日から2013年1月8日まで鹿目まどか、第5弾に12月25日から2013年1月15日まで暁美ほむらのアバターアイテムが入手できた。第6弾には巴マミの使用していたマスケット銃型のアイテムが2013年1月29日から2月12日までが出現した。また、2012年11月20日から2013年2月19日にかけてゲームにログインするとスタンプかアイテムかのどちらかで選べるスタンプ「まだくるポン」を貯めることで引ける「SPまだくるポン」のアイテムにキュゥべえのペットが混入されていた。
- セガゲームス
  - オンラインゲーム『ファンタシースターオンライン2』では2013年10月25日から11月27日まで、鹿目まどかや暁美ほむらのコスチュームに加えて、キュゥべえのマグデバイスや、作品にちなんだ迷彩武器などが登場する[62]。
  - 同社のセガネットワークスの『チェインクロニクル』では2016年11月8日から11月24日まで『劇場版 魔法少女まどか☆マギカ [新編]叛逆の物語』とのコラボレーションイベントを行った[63]。
  - オンライン対戦麻雀ゲーム『セガNET麻雀 MJ』で2021年8月9日から8月29日まで、劇場版とのコラボ大会「全国大会“劇場版 魔法少女まどか☆マギカ[新編]叛逆の物語 CUP”」が開催され、参加するだけでもボイス付きSPキャラや背景などの特典が入手できた[64]。
  - iOS/Android用パズルRPG『ぷよぷよ!!クエスト』で2024年3月18日から3月31日まで、劇場版とのコラボが開催され、ログインするだけでSPキャラが入手できたり限定クエストで限定キャラが入手できた[65]。
- スクウェア・エニックス
  - オンラインカードバトルRPG『拡散性ミリオンアーサー』で2013年10月28日〜11月18日にかけてコラボイベントを催した[66]。イベント限定ガチャも登場する。ただしスマートフォン版に限る。同社の『乖離性ミリオンアーサー』で2016年3月18日〜3月21日に鹿目まどかと暁美ほむらのカードが登場するガチャ[67]が、2016年3月24日〜3月27日にそれにプラスして巴マミ・キュゥべえ・佐倉杏子・美樹さやか・さやか&杏子のカードが登場するガチャが行われた[68]。
  - スマートフォン用タップアクションRPG『プロジェクト東京ドールズ』と劇場版［前編］始まりの物語/［後編］永遠の物語がコラボし、2018年1月31日〜2月9日の間に「鹿目まどかプレミアムガチャ」が[69]、2018年2月10日〜2月19日の間に「暁美ほむらプレミアムガチャ」が行われた[70]、2018年2月19日〜2月25日の間に「巴マミプレミアムガチャ」が行われた[71]。
- コナミデジタルエンタテインメント
  - 音楽シミュレーションゲームアプリ『jubeat plus』でKalafinaの魔法少女まどかマギカ叛逆の物語の主題歌などをコラボパックとして配信[72]。
  - スマートフォン向けゲームアプリ『ニセコイ マジコレ!?』にて2014年4月末より魔法少女まどか☆マギカPlusとのコラボでコラボイベント限定コスチュームが配信された[73]
- カプコン
  - オンラインアクションゲーム『モンスターハンター フロンティアG』で映画『劇場版 魔法少女まどか☆マギカ』とのコラボレーションを発表し、2014年11月20日〜2015年2月18日まで実施された。期間中にはコラボ武具が入手可能なハリセンネコくじを引くことができる「魔法少女まどか☆マギカ 奇跡と絶望のグリーフシード」を販売したりコラボクエストが配信された[74]。
  - スマートフォン向けハンティングアクションゲーム『モンスターハンター エクスプロア』でコラボレーションし、2015年12月3日〜12月17日の間、クエスト・お菓子の魔女結界が催されたり、クエスト報酬のグリーフシードポイントを集めるとコラボ装備や装備強化素材が得られた[75]。
  - オンラインゲーム『ブレス オブ ファイア6 白竜の守護者たち』で2016年7月12日から7月26日にかけて劇場版 魔法少女まどか☆マギカの[前編] 始まりの物語と[後編] 永遠の物語とのコラボで鹿目まどかや暁美ほむらがフェローとして登場したり、作中キャラのコラボ限定コスチュームやオリジナルミッションが行われた[76]
  - 前述の『モンスターハンター フロンティアG』のコラボが同作の大幅アップーデートした『モンスターハンターフロンティアZ』でも2017年12月6日〜2018年5月16日の期間に復刻された[77]。
- プレイネクストジャパン
  - iOS/Android端末向けドットRPG『ポケットキングダム』で「劇場版 魔法少女まどか☆マギカ」[前編] 始まりの物語と [後編] 永遠の物語とのコラボレーションとして、期間限定で召喚ガチャやステージに起用された[78]。
- マーベラス
  - iOS/Android端末向けトランプコレクションゲーム『集めて!とらんぷ娘れくしょん』に劇場版 魔法少女まどか☆マギカ[前編]始まりの物語／[後編]永遠の物語が参加している[79]。
  - iOS/Android用オンラインRPG『剣と魔法のログレス いにしえの女神』で『劇場版 魔法少女まどか☆マギカ』とのコラボレーションが2020年6月10日から6月24日まで行われた[80]
- サイバーエージェント
  - スマートフォン向け弾丸アクションRPG『ウチの姫さまがいちばんカワイイ』で350万ダウンロードを突破を記念し、コラボレーション特別ステージ・ログインキャンペーン・コラボレーションの姫さまが2014年12月14日より2015年1月7日にかけてコラボ第1弾として[81]、2015年3月13日より2015年4月7日にかけてコラボ第2弾として行われた[82]。
  - iOS/Android用パズルアクションRPG『ミリオンチェイン』で2014年12月1日から2015年12月12日にかけてコラボハントミッションが[83]、2015年3月1日から2015年3月8日にかけてコラボガチャが行われた[84]。
  - スマートフォン向け恋愛ゲーム『ガールフレンド（仮）』で「おねがい！まどか☆マギカ〜夏の魔女退治大合戦〜」というコラボイベントやログインキャンペーン、コラボレーション特別キャラ＆ガールがキューピッドに登場するなどした[85]。
- アプリボット
  - iOS/Android用アドベンチャーゲーム『グリモア〜私立グリモワール魔法学園〜』で映画『劇場版 魔法少女まどか☆マギカ』とのコラボレーションが2015年4月30日〜5月14日まで行われ、期間中にコラボレーションイベント「邂逅の物語」を開催・ログインキャンペーンプレゼントが提供された[86]。
- アニプレックス
  - iOS/Android用パズルRPG『家電少女』で映画『劇場版 魔法少女まどか☆マギカ』とのコラボレーションが2015年6月30日〜7月23日まで行われる[87]。
  - スマートフォン向けパズルゲーム『〈物語〉シリーズ ぷくぷく』とのコラボレーションが2019年4月17日から4月30日にかけて開催された[88]。
  - スマートフォン向けRPG『クロス×ロゴス』とのコラボレーションが2019年11月28日から12月26日にかけて開催された[89]。
- セガ・インタラクティブ
  - アーケード音楽ゲーム『CHUNITHM』とのコラボレーションとして、2015年7月28日〜9月9日の間、楽曲「コネクト」「Magia」やキャラクターが各条件により入手することが可能だった[90]。2015年12月17日〜2016年2月3日まで第2弾が催され、前回のイベントで獲得できたキャラクターに加えて、「魔法少女まどか☆マギカ」のイベントではアルティメットまどかが入手することが可能だった[91]。
  - 『CHUNITHM PLUS』でもコラボした。
  - アーケード音楽ゲーム『オンゲキ R.E.D.』とのコラボレーションとして、2020年9月30日〜11月4日の間、イベントチャプターで各キャラクターのカードが入手できるなどした[92]。
- Fuji&gumi Games
  - スマートフォン向けゲームアプリ『ファントム オブ キル』において、『劇場版魔法少女まどか☆マギカ[前編]始まりの物語/[後編]永遠の物語』とのコラボレーション企画として、制作期間6ヶ月をかけて完成した書き下ろしキャラクターや完全オリジナルのストーリー、ステージの配信を2015年8月28日にスタートする[93]。終了は9月21日。
- エイチーム
  - スマートフォン向けリアルタイムRPG『ユニゾンリーグ』と劇場版 魔法少女まどか☆マギカとのコラボレーションとして、2015年11月19日〜12月11日の間、コラボクエストやコラボガチャなどが催された[94]。
  - スマートフォン向けRPG『ヴァルキリーコネクト』と劇場版とのコラボレーションとして2018年4月27日〜5月14日の間、オリジナルストーリーのコラボイベントや、クエスト、バトルやガチャなどが行われた[95]。
- ドリコムとサイバーコネクトツー
  - スマートフォン向け爽快フルボッコRPG『フルボッコヒーローズX』と劇場版 魔法少女まどか☆マギカとのコラボレーションとして、2015年12月16日〜2016年1月18日の間、コラボクエストやコラボユニットが入手可能だった[96]。また、2015年12月24日〜12月28日にかけてコラボクリスマスユニットが登場した[97]。
- アソビモ
  - スマートフォン向け3DアクションMMORPG『アヴァベルオンライン』と劇場版 魔法少女まどか☆マギカとのコラボレーションとして、2015年12月25日〜1月22日の間、コラボダンジョンやコラボガチャ、限定アバターアイテムが配布された[98]。
- グレンジ
  - スマートフォン向けパズルRPG『ポコロンダンジョンズ』と劇場版とのコラボレーションとして2016年9月16日〜10月7日の間、コラボ討伐クエスト、コラボガチャ、コラボキャンペーンが催された[99]。
- ポノス
  - スマートフォン向けゲームアプリ『にゃんこ大戦争』と劇場版とのコラボレーションとして2016年10月17日〜10月31日の間、コラボガチャやコラボステージ他、コラボキャンペーンが催された[100]。
- アカツキ
  - スマートフォン向けキャラリンクRPG『サウザンドメモリーズ』と劇場版とのコラボレーションとして2016年12月16日〜2017年1月16日の間、事前登録やガチャでキャラクターが入手できるほか、魔法少女のコスチュームを纏ったサウザンドメモリーズのキャラクターが同じくガチャで得られたり、コラボしたシナリオイベントやイベント報酬が獲得できた[101]。
- Happy Elements
  - スマートフォン向けRPG『ラストピリオド -終わりなき螺旋の物語-』と劇場版[新編]叛逆の物語とのコラボレーションとして2018年1月12日〜1月31日の間、オリジナルストーリーのコラボイベントや、ユニット、着せ替えアイテムが入手できた[102]。
- マイネットグループ
  - GMGのスマートフォン向けRPG『黒騎士と白の魔王』と劇場版とのコラボレーションとして2018年6月21日〜7月21日の間、コラボガチャや、コラボ限定スタンプやアイテムの他、降臨クエストで特別演出などが行われた[103]。
- コロプラ
  - スマートフォン向けクイズゲーム『クイズRPG 魔法使いと黒猫のウィズ』と劇場版とのコラボレーションとして2018年7月13日〜8月13日の間、描き下ろしイラストを元にしたカードなどが入ったコラボガチャや本作品をモチーフにしたコラボイベント、ログインすることによってコラボイラストのグッズなどが抽選で当たるキャンペーンなどを実施する[104]。
  - スマートフォン向けRPG『白猫プロジェクト』と劇場版とのコラボレーションとして2019年2月28日〜4月19日の間、コラボガチャ、新規ボイス収録のフルボイスのイベントを行った[105]。
- DMM GAMES
  - オンラインゲーム『御城プロジェクト:RE』と劇場版とのコラボレーションとして2018年10月17日〜10月29日の間、まどか作中の登場人物や武器が入手できるコラボ特選招城などが行われるなどした[106]。
- ルーデル
  - スマートフォン向けRPG『ドラゴンエッグ』と劇場版とのコラボレーションとして2018年11月30日〜12月14日の間、コラボガチャやイベントクエストのボスが登場するなどした[107]。
- ワンダープラネット
  - スマートフォン向けパズルRPG『クラッシュフィーバー』と劇場版とのコラボレーションとして2019年6月14日から6月28日にかけて、コラボイベントを行った[108]。
- gumi
  - スマートフォン向けおよびPC向けリアルタイムストラテジーゲーム『クリスタル オブ リユニオン』と劇場版とのコラボレーションとして2019年7月8日から7月28日にかけて、コラボイベントを行った[109]。
- DeNA
  - スマートフォン向けドラマチック逆転バトル『逆転オセロニア』と劇場版とのコラボレーションとして2019年9月13日から9月27日にかけて、コラボイベントを行った[110]。
- XFLAG
  - iOS/Android端末向けパズル型RPG『共闘ことばRPG コトダマン』で劇場版 魔法少女まどか☆マギカとのコラボレーションとして、2020年3月3日から3月17日までの期間限定で召喚ガチャやステージに起用された[111]。
- CTW
  - PC/iOS/Android端末向けリアルタイムストラテジーゲーム『ビビッドアーミー』と劇場版とのコラボレーションとして、2020年10月15日から10月29日までの期間限定でキャラクターたちが登場したり基地スキンやフレームなどコラボアイテムが提供された[112]。
- フォワードワークス
  - スマートフォン向けやりこみ育成RPG『魔界戦記ディスガイアRPG』と劇場版とのコラボレーションとして、2021年10月19日から11月8日までの期間限定でコラボイベントを行った[113]。
- ミクシィ
  - スマホアプリのひっぱりハンティングRPG『モンスターストライク』と劇場版 魔法少女まどか☆マギカとのコラボレーションとして、2022年10月2日から10月17日までの期間限定でコラボガチャやコラボクエストが催された[114]。
- ポケラボ
  - スマートフォン向けバトルRPG『アサルトリリィ Last Bullet』と劇場版 魔法少女まどか☆マギカ[前編]始まりの物語/[後編]永遠の物語とのコラボレーションとして、2023年2月21日から2月27日までの期間限定でコラボイベントが催された[115]。
- ソニー・ミュージックソリューションズ
  - 日向坂46が登場する戦略バトルRPG『日向坂46とふしぎな図書室』と劇場版 魔法少女まどか☆マギカ[前編]始まりの物語/[後編]永遠の物語とのコラボレーションとして、2023年11月7日から期間限定でコラボイベントが開催、一期生から三期生19人が見滝原中の制服を着たカードのほか、魔法少女の姿のメンバー5人[注 2]カードが実装された[116][117]。
- サミー
  - スマートフォン向けテキサスホールデムポーカーアプリ『m HOLD’EM(エムホールデム)』において、劇場版 魔法少女まどか☆マギカ[新編]叛逆の物語とのコラボレーションとして2023年12月11日(月)から2024年1月7日(日)までコラボイベントが開催。[118]

### カードゲーム
- ムービックとエンスカイによるトレーディングカードゲーム『プレシャスメモリーズ』に参加、2011年8月26日にスターターキット、ブースターパックが発売された。
- ブシロードによるトレーディングカードゲーム『ヴァイスシュヴァルツ』にも参加、2012年2月11日にトライアルデッキが、同年2月25日にブースターパックが発売された[119]。
- ホビージャパンによる『ドミニオン』日本語版の1つである『ニトロプラス カードマスターズ』にもゲスト参加している[120]。
- アニプレックスによる『ビルディバイド』にも参加。2022年3月4日にタイアップブースターにが発売された[121]

### 体感型ゲーム
劇場版魔法少女まどか☆マギカ×ナゾメイト 必ずあなたを守って見せる
ナゾメイトとのコラボレーションで、2013年8月24日・25日にお台場ヴィーナスフォート教会広場を会場に開催された。5人からなるチーム戦となっており、ヒントアイテムや、キャラクターからのメッセージを手掛かりに、キュゥべえを探すのが目的となっている。
リアル脱出ゲーム×魔法少女まどか☆マギカ ワルプルギスの夜からの脱出
リアル脱出ゲームとのコラボレーションで、2021年12月2日から2022年6月12日にかけて全国7店舗（当初の予定は6店舗だったが追加された）のリアル脱出ゲームの店舗を会場に開催された。1チームにつき1～4人で参加でき、参加者は「魔女」の結界に閉じ込められたという設定で、そこで出会った同級生のまどかたちと共に「お菓子の魔女」や「ワルプルギスの夜」に立ち向い謎を解き、この空間から脱出するのが目的。

## 映像作品

### 映画
シャフト制作、前編 / 後編はアニプレックス、新編はワーナー・ブラザース映画の配給でテレビシリーズの総集編前後編と完全新作の全3作品のアニメーション映画が製作されている。
劇場版 魔法少女まどか☆マギカ[前編] 始まりの物語
テレビシリーズの第1話から8話までに相当する物語。2012年10月6日より公開された。
劇場版 魔法少女まどか☆マギカ[後編] 永遠の物語
テレビシリーズの第9話から最終話までに相当する。2012年10月13日より公開された。
劇場版 魔法少女まどか☆マギカ[新編] 叛逆の物語
完全新作の物語。2013年10月26日公開。
劇場版 魔法少女まどか☆マギカ 〈ワルプルギスの廻天〉
新編の正当な続編となる完全新作の物語。2021年4月25日に制作が発表された。

### 落語映画
ニッポン放送アナウンサーの吉田尚記が本作品と古典落語の『大工調べ』を元に創作した落語『マギカ☆調べ』を実写映画化して製作、2012年4月28日〜29日に幕張メッセで開催の『ニコニコ超会議』で「ニコニコ・ザ・ムービー第5弾」として上映された。脚色・監督を手塚眞が手がけ、主演の鹿目まどか役を中川翔子が演じ、暁美ほむら役は西村博之（ニワンゴ取締役）、キュゥべえ役は夏野剛（ドワンゴ取締役）、お奉行様役は田原総一朗、巴マミ役はHamar@キラー、美樹さやか役は松嶋初音がそれぞれ演じる。

### コンセプトムービー
2015年11月27日より『MADOGATARI展』内にて上映されたショートムービー。
- 原作 - Magica Quartet
- 総監督・絵コンテ - 新房昭之
- 演出 - 宮本幸裕
- 異空間設計 - 劇団イヌカレー
- 作画監督 - 谷口淳一郎
- 音響監督 - 鶴岡陽太
- 音響制作 - 楽音社
- 音楽 - 梶浦由記
- 制作 - シャフト

### CM
2018年8月15日より『マギアレコード 魔法少女まどか☆マギカ外伝』1周年記念として、平昌オリンピック・女子フィギュアスケート金メダリストのアリーナ・ザギトワを日本で初起用したCMが放送された。撮影は2018年7月にモスクワで行われ、サギトワに鹿目まどかのコスチュームを着せ、アイスリンクで演技をみせている。2019年1月21日からはザギトワに加えて、暁美ほむらのコスチュームを着たエフゲニア・メドベージェワも出演し、リンク上で共演したCMも放送された。

### テレビアニメ
上述のゲームアプリ『マギアレコード 魔法少女まどか☆マギカ外伝』のテレビアニメが制作され、2020年1月から3月まで第1期が、2021年8・9月に第2期が、2022年4月に最終章が放送された。

## 関連書籍
魔法少女まどか☆マギカ 設定資料集
ムービック、2011年6月30日発売。JAN 4961524-508389。
テレビアニメ用の設定画を収録した設定資料集。キャラクターや武器の詳細なディティールや、塗り方の注意書きなど、作画スタッフ向けに作られた資料を収録している。
成熟という檻 『魔法少女まどか☆マギカ』論
山川賢一（著）、キネマ旬報社、2011年8月19日発行、ISBN 978-4-87376-374-3
製作委員会・アニプレックスからの監修を受ける形で執筆された公式評論書。テレビアニメ本編の登場人物である美樹さやかと佐倉杏子、および鹿目まどかと暁美ほむらの関係性を軸に、登場人物たちの主義主張やその末路から、作中是や作中悪といったテーマの解題を試みている。
魔法少女まどか☆マギカ公式ガイドブック you are not alone.
まんがタイムきらら（編）、芳文社、2011年9月11日発行（8月27日発売）、ISBN 978-4-8322-4061-2
テレビアニメ本編のビジュアルファンブック。アニメ雑誌に掲載されたカラーイラスト、ストーリーおよびキャラクター解説、スタッフや出演声優の対談、製作段階の初期設定などを収録している。
現代視覚文化研究別冊01 超解読まどかマギカ
タブロイドと愉快な仲間たち（編）、三才ブックス〈三才ムック vol.421〉、2011年9月15日発行（同日発売）、ISBN 978-4-86199-389-3
非公式な解釈を交えつつ、作品の設定や魅力について複数の論点から解説した謎本。作中に用いられているモチーフの分析や、ファンからの反響や二次創作の状況を解説している。巻末では、テレビアニメ版に登場する魔女たちが魔法少女であったころの姿を非公式に想像する二次創作企画を収録する。
魔法少女まどか☆マギカ PRODUCTION NOTE
シャフト（編集/発行）、メディアパル（発売）、2011年8月12日発行（10月1日発売、コミックマーケット80にて先行販売）、ISBN 978-4-89610-626-8
シャフト自らの編集による、設定資料・原案集と劇団イヌカレーの画集をセットにした書籍。デザインはミルキィ・イソベが担当。
100人がしゃべり倒す！ 『魔法少女まどか☆マギカ』
アニメ・ワンダーランド（編）、宝島社、2011年10月28日発行（10月14日発売）、ISBN 978-4-7966-8525-2
芸能人、政治家、評論家、作家、雑誌編集者、同人作家、会社員、主婦、無職といった様々な肩書きの100人の論者による作品評を集めた書籍。100人の執筆者の中には、テレビアニメ本編の話題を自身のブログで取り上げたことが話題となった江戸川区議会議員の田中健や、2011年8月のプロレスの試合の入場で巴マミのコスプレ姿を披露した長島☆自演乙☆雄一郎といった人物も名を連ねる。前述の山川賢一もコラムとして『成熟という檻』の補足的な内容を執筆している。
総特集†魔法少女まどか☆マギカ 魔法少女に花束を
青土社〈ユリイカ2011年11月臨時増刊号〉、2011年10月発売、ISBN 978-4-7917-0229-9
芸術総合誌『ユリイカ』の増刊号。評論のほか、悠木碧と斎藤千和の対談、虚淵玄と田中ロミオの対談、各話解説などを収録する。
魔法少女まどか☆マギカ The Beginning Story
月刊ニュータイプ（編）、角川書店、2011年12月10日発行（11月発売）、ISBN 978-4-04-110045-5
テレビアニメ本編全話の脚本を収録した脚本集。脚本は決定稿のほか、虚淵玄による解説をつけた初期稿（第0稿）の一部を収録する。そのほか各話絵コンテの一部と演出家による解説、新房昭之と虚淵の対談、『月刊ニュータイプ』2011年7月号別冊付録の再掲となる本編・キャラクター解説が収録されている。
魔法少女まどか☆マギカ KEY ANIMATION NOTE
シャフト（編集/発行）、メディアパル（発売）。
アニメで使われた原画を収録した原画集。スタッフのコメントや劇団イヌカレーの描き下ろしイラストを収録したほか、表紙は谷口淳一郎（第1巻の限定版は劇団イヌカレー）の描き下ろしイラストを使用している。
1. Opening Key Animation（オープニングアニメーション） - 2012年2月末発売（コミックマーケット81にて限定版を先行販売）。ISBN 978-4-89610-639-8
2. マミ編（1〜3話） - 2012年3月末発売、ISBN 978-4-89610-640-4
3. さやか編（4〜6話） - 2012年4月末発売、ISBN 978-4-89610-641-1
4. 杏子編（7〜9話） - 2012年5月末発売、ISBN 978-4-89610-642-8
5. ほむら編（10話） - 2012年7月末発売、ISBN 978-4-89610-643-5
6. まどか編（11〜12話） - 2012年9月末発売、ISBN 978-4-89610-644-2

魔法少女まどか☆マギカ KEY ANIMATION NOTE extra
シャフト（編集/発行）、メディアパル（発売）、2013年2月28日発売（コミックマーケット83にて先行発売）、ISBN 978-4-89610-676-3
劇場版前後編のオープニングや変身シーンと言った新規シーンの原画を収録した原画集。表紙は谷口淳一郎の描き下ろしイラストを使用。コミックマーケット83で先行発売された分については特典として劇場版スタッフによるメッセージイラスト集『RAKUGAKI-NOTE』が付属していた。
魔法少女まどか☆マギカ film memories
まんがタイムきらら（編）、芳文社、2012年5月26日発売、ISBN 978-4-8322-4151-0
テレビアニメ本編のフィルムコミック。
まんがタイムきらら☆マギカ
芳文社、偶数月9日（Vol.1：2012年6月8日）発売
『魔法少女まどか☆マギカ』専門誌、『まんがタイムきららキャラット』の増刊として発行。劇場版の情報やインタビュー記事、漫画（アンソロジーコミック）などを掲載。
魔法少女まどか☆マギカ the illustrated book
まんがタイムきらら（編）、芳文社、2013年1月27日初版発行、ISBN 978-4-8322-4250-0
ハノカゲ、ムラ黒江、天杉貴志の3人の漫画版作者や黒田bb、牛木義隆、藤真拓哉、小梅けいとなど総勢55人の漫画家やイラストレーターが作中の名シーンを描きだし、ストーリーに沿って掲載したイラスト集。
スポーツ報知 魔法少女まどか☆マギカ特別号
報知新聞社 2012年10月16日発行、JAN 4910852-321627-00286
劇場版公開にあわせ発行された特別号で、タブロイド判32P・オールカラー。駅売店・コンビニエンスストア・読売新聞販売店などで発売。なお、新聞販売店での購入者には限定特典として、特製クリアファイルが添付。
新房昭之・虚淵玄・主演声優6名（魔法少女＋キュゥべえ）・ClariS・Kalafinaやおぎやはぎ（ラジオ番組「おぎやはぎのメガネびいき」関連）・長島☆自演乙☆雄一郎・大江香織へのインタビュー、キャラクター解説・魔女図鑑、スポーツ紙独特の“あおり見出し”を使った各話ごとダイジェスト紹介という構成。
同社の公式ツイッターアカウントによれば、社内の『しゃべり出したら1時間は止まらない熱狂的ファン』社員による、熱意のこもった企画書が提出され、特別号が発行されるに至った。なお、企画を出した当該社員は後日、社内表彰を受けたとのこと。
2021年5月27日には放送10周年記念として、「魔法少女まどか☆マギカ10周年特別号」が発行された。主要スタッフ・声優陣のインタビューなどが収録されている。
劇場版 魔法少女まどか☆マギカ[前編]始まりの物語／[後編]永遠の物語公式ガイドブック with you.
まんがタイムきらら（編）、芳文社、2013年7月27日発売、ISBN 978-4-8322-4332-3
劇場版前後編のビジュアルファンブック。アニメ雑誌に掲載されたカラーイラスト、ストーリー解説、スタッフや出演声優のインタビュー記事、新規設定の美術資料などを収録している。
魔法少女まどか☆マギカ LOVE! まどか&ほむら ver.
宝島社、2013年8月8日発売、ISBN 978-4-8002-1348-8
描き下ろしイラストギャラリーやインタビュー記事、生駒里奈（乃木坂46）と松井玲奈（SKE48）によるコスプレグラビアなどを収録したムック本とキュゥべえのカモフラージュ柄トートバッグおよびチャームのセット。トートバッグの色が異なるローソン限定バージョン（ISBN 978-4-8002-1523-9）も発売されている。
「魔法少女まどか☆マギカ」 キュゥべえ“契約”てぬぐいBOOK
宝島社、2013年8月8日発売、ISBN 978-4-8002-1377-8
作品解説書とキュゥべえをデザインしたてぬぐいのセット。
魔法少女まどか☆マギカ　手帳＆文具セットBOOK
宝島社、2013年9月27日発売、ISBN 978-4-8002-1614-4
魔法少女まどか☆マギカ　魅惑の“魔女コレクション”BOX BOOK
宝島社、2013年10月1日発売、ISBN 978-4-8002-1624-3
魔法少女まどか☆マギカぴあ
ぴあ、2013年10月12日発売、ISBN 978-4-8356-2267-5
『[新編]叛逆の物語』の公開を記念して発行するムック本。
劇場版 魔法少女まどか☆マギカ LOVE! マミ&なぎさver.
宝島社、2014年5月26日発売、ISBN 978-4-8002-2503-0
描き下ろしイラストギャラリーや富田たかし、サンカクヘッド、虚淵玄のインタビュー記事などを収録したムック本とマルチケースのセット。
劇場版 魔法少女まどか☆マギカ[新編]叛逆の物語 PRODUCTION NOTE
シャフト（編集/発行）、メディアパル（発売）、2014年12月31日発行（2015年2月28日発売、コミックマーケット87にて先行販売）、ISBN 978-4-89610-937-5
シャフト自らの編集による、『[新編]叛逆の物語』の設定資料・原案集と劇団イヌカレーの画集をセットにした書籍。デザインはミルキィ・イソベと林千穂（ステュディオ・パラボリカ）が担当。コミックマーケット87で先行発売された分については特典として、描きおろしイラストを使用したコットンバックとイラストカードが2枚が付属していた。
魔法少女まどか☆マギカ 10th Anniversary Book
放送10周年を記念して芳文社から刊行されるムック。メインスタッフ・キャストへのインタビューや関連作品を含めた10年間を振り返る記事、草野原々による書き下ろし小説「非-魔法少女」、アンソロジーコミックなどで構成されている。表紙イラストは第1巻が蒼樹うめ、第2巻がハノカゲ、第3巻が谷口淳一郎による。
1. 2021年6月25日発売、ISBN 978-4-8322-7288-0
2. 2021年9月27日発売、ISBN 978-4-8322-7310-8
3. 2021年12月25日発売、ISBN 978-4-8322-7338-2

蒼樹うめ 魔法少女まどか☆マギカ Ultimate Art Works
芳文社、2021年12月25日発売、ISBN 978-4-8322-7339-9
放送開始10周年を記念して刊行される、キャラクター原案の蒼樹うめによる画集。アニメ用に描かれたイラストや設定画を始め、書籍やグッズ用に使われたイラスト、蒼樹本人のTwitterや同人誌で発表された作品などを収録。

## パチンコ・パチスロ
メーシーが開発し、ユニバーサルエンターテインメントが販売するパチスロ機、『SLOT魔法少女まどか☆マギカ』が2013年12月15日より稼動が開始された。2016年7月には続編の『SLOT魔法少女まどか☆マギカ2』が発表され、2016年9月20日より稼働中。2017年12月にはノーマルタイプ仕様の『SLOT魔法少女まどか☆マギカA』が稼働を開始している。2019年9月には劇場版新編を元にした『SLOT劇場版魔法少女まどか☆マギカ[新編]叛逆の物語』の稼働が開始している。2021年6月からは劇場版前後編を元に初代機をリメイクした、ミズホ開発の『SLOT劇場版魔法少女まどか☆マギカ[前編]始まりの物語/[後編]永遠の物語』をリリースしている。2023年11月にはメーシー開発のスマスロ機『スマスロ劇場版魔法少女まどか☆マギカ[前編]始まりの物語/[後編]永遠の物語f-フォルテ-』がリリースされている。2025年4月には『マギアレコード』アニメ版を原作とした『スマスロ マギアレコード 魔法少女まどか☆マギカ外伝』がリリースされている。
また、2017年9月4日からは京楽産業.が販売するパチンコ機、『ぱちんこ 魔法少女まどか☆マギカ』の稼働が開始。2019年10月21日からは『ぱちんこ 劇場版 魔法少女まどか☆マギカ』の稼働が開始されている。2024年6月には第3弾となる『ぱちんこ 魔法少女まどか☆マギカ3』の稼働が開始、シリーズ初のラッキートリガーを搭載している。2025年7月には『マギアレコード』アニメ版を原作としたスマパチ機『e マギアレコード 魔法少女まどか☆マギカ外伝』がリリース予定。

## 舞台作品
外伝ゲーム作品である『マギアレコード 魔法少女まどか☆マギカ外伝』を原作とした舞台作品が制作、2018年8月24日から9月9日までTBS赤坂ACTシアターで上演された。児玉明子が演出、畑雅文が脚本を手がけ、けやき坂46（現・日向坂46）のメンバーがメインキャストとして出演する。